# Hardy Mertens

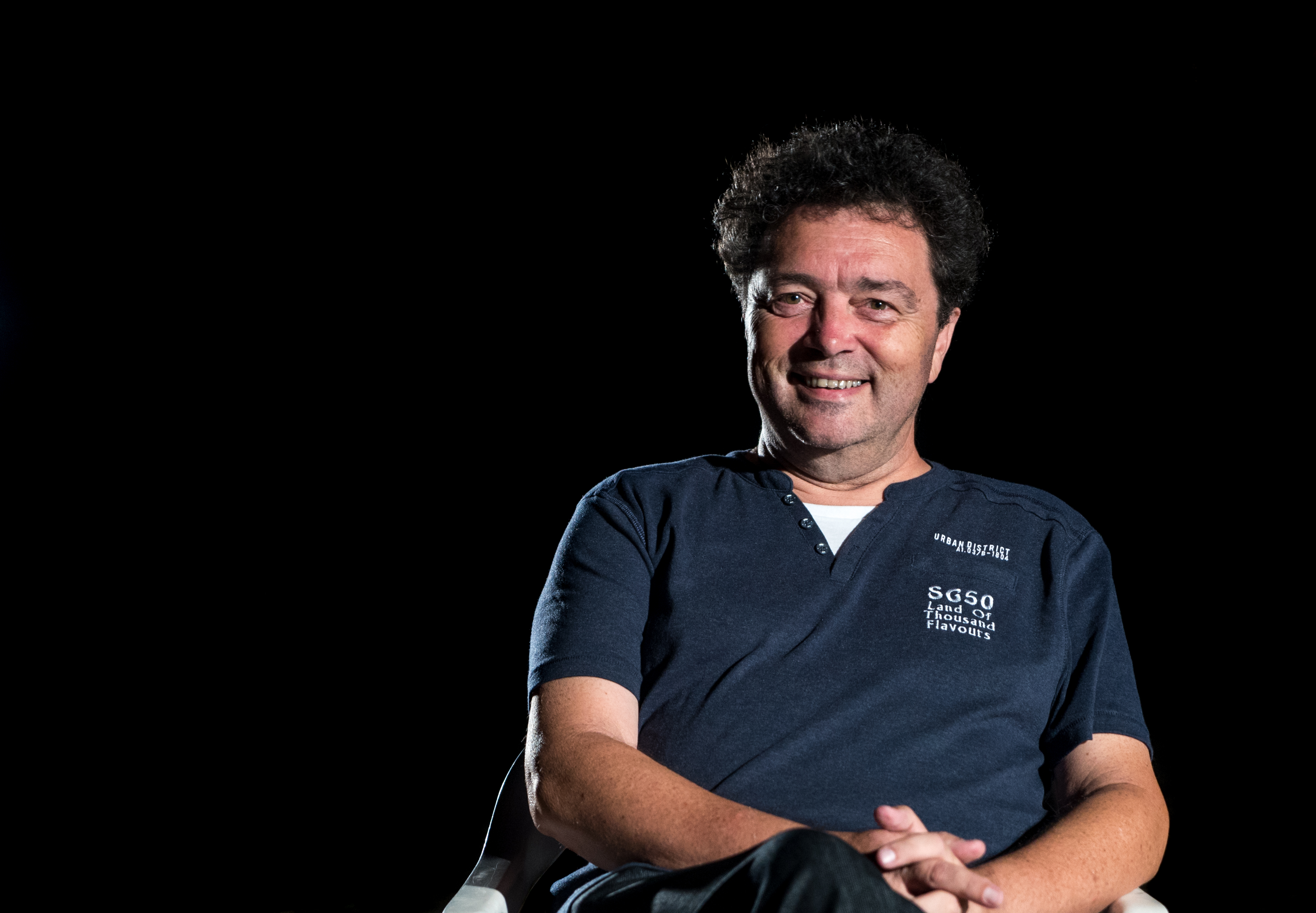
Ritratto di Hardy Mertens
Foto - Giovanni Zanotti

Hendrick Anna Christiaan Mertens, detto Hardy Mertens (Nieuwenhagen, 20 febbraio 1960), è un compositore olandese.

## Vita

### La formazione
Ha studiato musicologia all'università statale di Utrecht, discutendo una tesi di laurea sulla situazione delle bande in Olanda. In seguito studiò presso il conservatorio di Utrecht direzione di banda con Gerrit Fokkema e composizione con Hans Kox. Nel 1984/'85 prestò servizio presso la "Netherlands Royal Military Band" come arrangiatore e clarinettista. Attualmente è docente di direzione di banda al conservatorio di Tilburg, oltre ad essere attivo come direttore, direttore ospite, compositore e docente.
Il 14 maggio 2016 gli viene concessa la cittadinanza onoraria da parte del comune di Borgosatollo.

### L'attività di direttore
Ha diretto molte bande e fanfare in Olanda ed all'estero prima di guidare formazioni prestigiose come la banda della Philips e la banda della polizia olandese. Dal 1990 è regolarmente invitato come direttore ospite della Singapore Wind Symphony e dal 1995 collabora con la banda Lao Silesu di Samassi (Cagliari). Parla un ottimo italiano, appreso grazie alle trasmissioni per ragazzi di Rai Uno trasmesse via satellite.

### L'attività di compositore
Cominciò molto giovane a comporre per banda ed ottenne diverse commissioni, ad esempio da SONMO, dal "Fondo per i musicisti" e dalla federazione delle bande del Limburgo. Le sue opere si inseriscono nel solco della tradizione orchestrale occidentale ma sono fortemente influenzate dalla tradizione popolare di diversi continenti. Tonalità tradizionale, linee melodiche distese e patterns ritmici si combinano spesso con scherzi musicali e suoni non usuali. Questa complessità sfocia spesso in un alto grado di difficoltà esecutiva, che talvolta crea malintesi con direttori e musicisti.

## Opere

### Opere per orchestra
- 1979 Duodecimet no. 1 per 12 archi

### Musica da camera
- 1979 Scyths per 2 euphonium e 2 tube
- 1979 Trio per flauto, oboe e clarinetto
- 1986 Museum per tromba, trombone e pianoforte
- 52nd Street (op. 192) per clarinetto e pianoforte

### Opere per banda
- 1981 Pegasus (opus 88)
- 1981 Ideoplastiek (opus 92)
- 1982 Die Strafe der Geschwister Rein und Pur liegt in ihnen selber (Il castigo dei fratelli "Giusto" e "Puro" è in loro stessi) (opus 100) per voce di baritono e banda sinfonica
- 1982 Three times the Ear takes over from the Eye (opus 107) per quartetto di clarinetti e banda
- 1983 Zodiac, Limit for the Lion (opus 109a)
- 1983 Shocked, Paralised and Thrilled (opus 116) per fisarmonica e banda
- 1983 Poème de L'Eau (opus 120) per banda sinfonica
  - 1. La mer
  - 2. Le lac
  - 3. La rivière
- 1983 A Jazzrock Sonata (opus 123)
- 1984 Queen of Sheba (La regina di Saba) (opus 125), poema sinfonico per corno inglese e banda sinfonica
- 1984 Nulli Cedo (opus 130) per Brass-Band
- 1984 Nulli Cedo (opus 130A) per fanfara
- 1985 Symphony Nr. 1 "Voice of Mind" (opus 133) per voce di contralto, voce di baritono e banda sinfonica
  - 1. Introduction and meditation
  - 2. Caccia
  - 3. Requiem
  - 4. Pallavi
  - 5. Rondo skolion
- 1986 Nirvana's Touch (opus 136) per fanfara
  - 1. The awakening from a material dream
  - 2. The beauty of wisdom
  - 3. Through the gate of enlightenment
- 1986 Concerto per clarinetto e banda sinfonica (opus 137)
  - 1. Circe
  - 2. Aphrodite
  - 3. Medusa
- 1986 Hubbub, a Circus Gallopade (opus 138) per Pianola e banda
- 1987 Walhalla (opus 140)
  - 1. The warrior's preparation
  - 2. The terrible battle
  - 3. The walkyre's reward
  - 4. The services to Odin
- 1987 Armaggeddon (opus 141)
  - 0. The Gathering of People
  - 1. The Four Horsemen
  - 2. The Four Winds
  - 3. The Complete Silence
  - 4. The Seven Trumpets of Doom
  - 5. The Final Judgement
  - 6. Epilogue - Revelation 21
- 1987 Maori (opus 142) per flicorno soprano e banda
- 1987 The Three Storms (Sang Tsè Tai Fung) (opus 143) "In memoriam Henk Badings" per tre sassofoni contralti e banda
- 1987 Aragorn (opus 144)
  - 1. On the run from the Ringwraiths
  - 2. The love for Arwen Evenstar
  - 3. The battle at Helm's Deep
  - 4. The summoning of the host of ghosts
  - 5. The feast on the field of Cormallen
- 1987 The Ainur (opus 146)
  - 1. Lórien
  - 2. Melkor
  - 3. Manwë
  - 4. Aulë
  - 5. Oromë
  - 6. Tulkas
  - 7. Ulmo
  - 8. Mandos
- 1988 Fiefoerniek (opus 147)
- 1988 Awareness (opus 148), colonna sonora del film
- 1989 Symphony Nr. 2 "Revelations" (opus 153) per voce di mezzosoprano, coro maschile e banda sinfonica
  - 0. Fear and fury
  - 1. Hallucination
  - 2. Le cri de ralliement; il testo viene da "Le vedette du Limbourg", pubblicato il 27 dicembre 1838 ad Hasselt, Belgio
  - 3. Carnival
- 1989 Ritual (opus 154)
- 1989 Da pacem domine (opus 155), basato sull'Introitus Hebdomadae Vigesima Quarta
- 1989 Leonardus Rex (opus 156)
- 1990 Cantico di Frate sole (opus 156) basato su un testo di San Francesco d'Assisi
- 1990 Pushing the Limits (opus 160)
  - 0. Perseverance
  - 1. Success
  - 2. Reflection
  - 3. Expansion
- 1990 Sonetto (opus 161) per Brass-Band
- 1991 Säntis "a solitary walk on a Swiss mountain" (opus 162) per fanfara
- 1991 Arnoldo Paso-doble
- 1991 The Singapore Experience (opus 165)
- 1991 Bam, Bam (opus 166)
- 1992 Requiem for a captive Condor (opus 173)
- 1994 The heavenly flute player and the dragon king (opus 182)
- 1995 Poseidon (opus 185) per corno francese e banda sinfonica
  - 0. Poseidon arises from the sea
  - 1. Voyages in the golden carriage
  - 2. The creation of the first horse
  - 3. The adultery with Medousa
  - 4. The wrath of Athena
  - 5. The love for Gaia
  - 6. Poseidon's undisputed divinity
- 1995 Kykládes (opus 186)
  - 0. Paros
  - 1. Syros
  - 2. Mykonos
  - 3. Naxos
  - 4. Santorini
- 1996 Ballroom bamboozles
  - 0. Samba
  - 1. Waltz
  - 2. Blues
  - 3. Trot
  - 4. Square Dance
- 1996 Xenia Sarda (opus 197)
- 1998 L'arco dell'angelo
- 1998 Cante jondo, frammenti coreografici per banda
- 1998 Psalm 19 per quartetto di clarinetti e fanfara
- 1999 Adagio per banda sinfonica
- 1999 Lest we forget per voce di mezzosoprano e banda
- 1999 U mundu drentu a ti (Il mondo dentro te) poema sinfonico su testo sardo in sette parti per voce di soprano e banda
  - 0. Cusci vexin e cusci luntan
  - 1. Ôia prufûmmau
  - 2. Mô tûrcaize
  - 3. Drentu a ti
  - 4. Oxelli e farchetti
  - 5. Lûxe d'argentu
  - 6. Cusci luntan e cusci vexin
- 2001 Variazioni sinfoniche su "No potho reposare " canto della nostalgia di Giuseppe Rachel
- 2001 Prayer
- 2001 Once I was a dreamer per fanfara
- 2002 Louice and Blue eyes per sassofono contralto e banda
- All the mouth-watering meals for flashing flora, the nimble naughty hungry ghost on the loose per banda sinfonica e sei percussioni tradizionali cinesi
- Aphrodite
- 2004 Iris per banda sinfonica
- 2004 Winanga-li
- 2004 Punch
- 2005 Deus ti salvet Maria per euphonium e banda di legni

### Musica vocale
- 1979 Kwarttonale ode per coro misto

## Collegamenti
- https://web.archive.org/web/20051217073432/http://www.politieorkest.nl/hardymertens.html
- https://web.archive.org/web/20051230192746/http://www.fontysconservatorium.info/cv/mertens.htm
- https://web.archive.org/web/20050510171433/http://www.klassiekemuziekgids.net/componisten/mertens.htm
- https://web.archive.org/web/20050210124948/http://www.sintjoep.nl/Pagina/mertens.htm